# St. Vitus (Egling an der Paar)

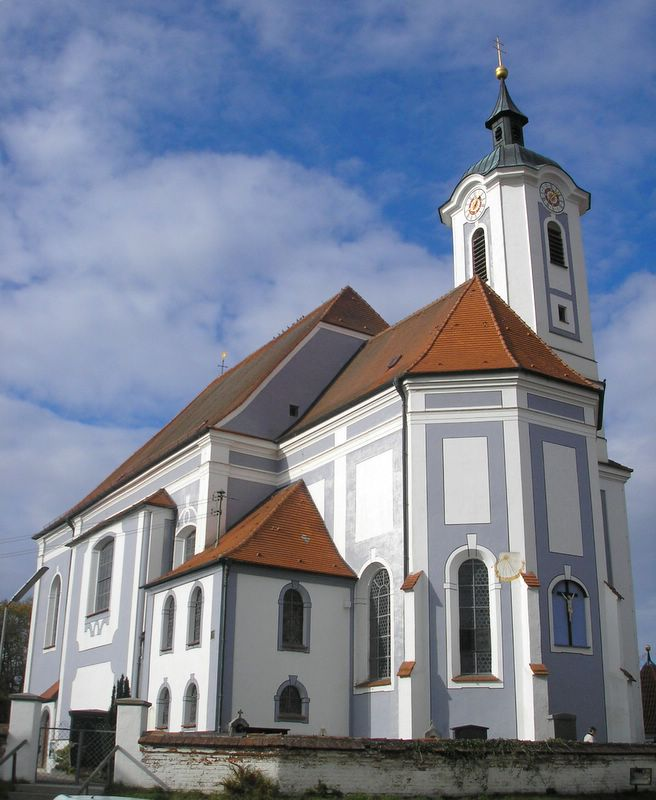
Ansicht von Südosten

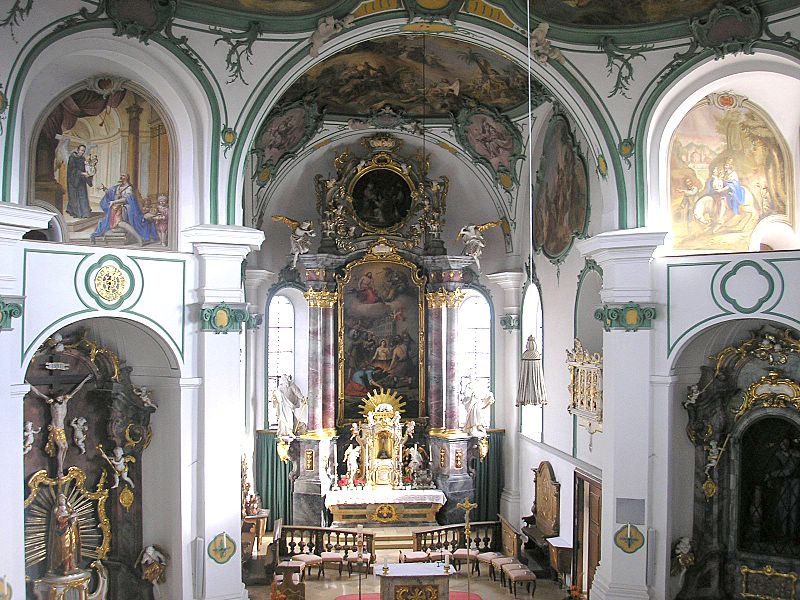
Innenraum nach Osten

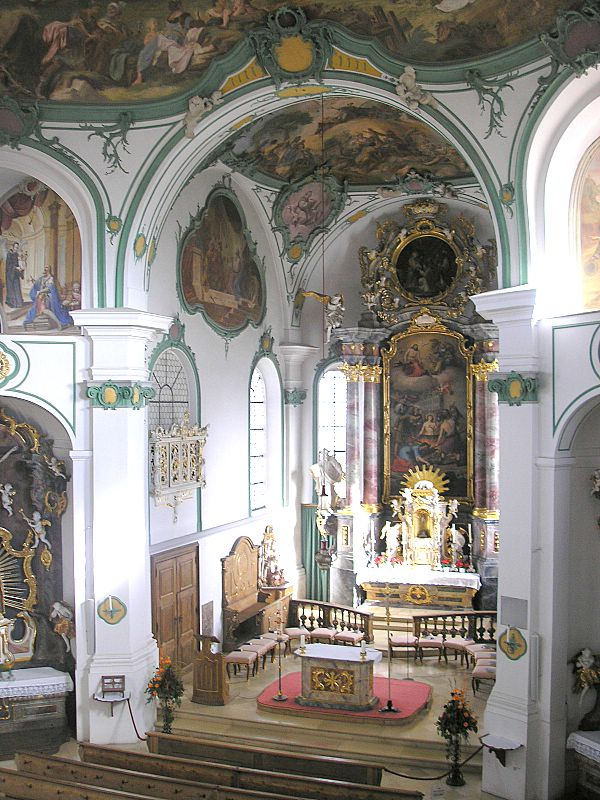
Blick in den Chor

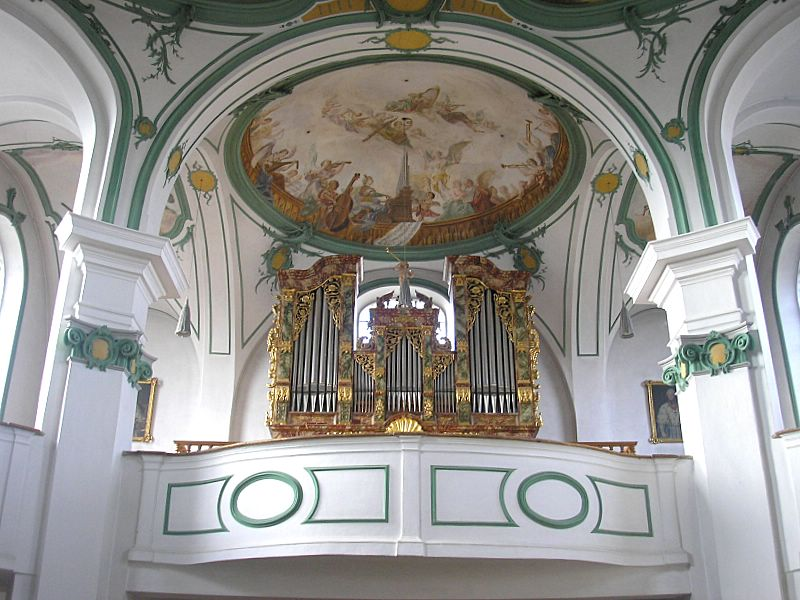
Rückblick zur Orgelempore

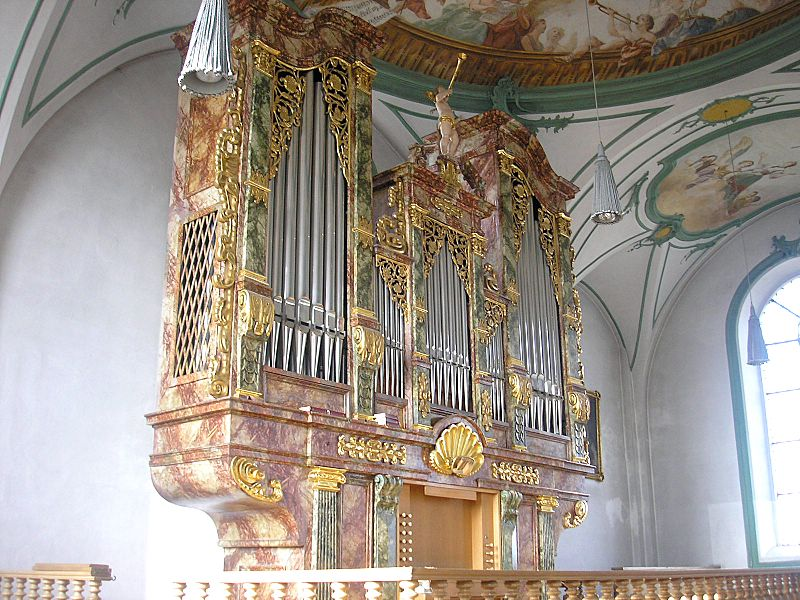
Orgelprospekt

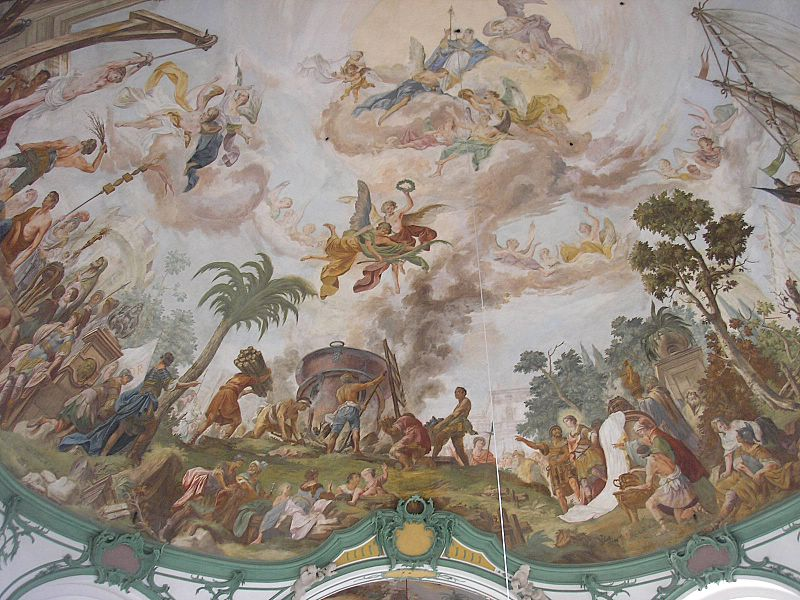
Ostteil des Langhausfreskos

Die katholische Pfarrkirche St. Vitus steht auf einer Anhöhe über dem Ortskern von Egling an der Paar im Landkreis Landsberg am Lech in Oberbayern. Der stattliche Sakralbau gilt als eine der bedeutendsten Landkirchen des ausgehenden 18. Jahrhunderts in Südbayern.

## Geschichte
An der Stelle der heutigen Pfarrkirche stand ursprünglich ein kleines, spätgotisches Gotteshaus, dessen Turm am 9. November 1767 zusammenstürzte. Am Vortag hatte der zufällig in Egling anwesende Abt Bernhard II. von Ettal noch einen Gottesdienst in der völlig überfüllten Kirche gehalten. Die Pfarrei Egling gehörte seit 1743 vollständig zum Klosterbesitz. Ettal besaß allerdings bereits seit 1339 den „Kirchensatz“ (Vogtei- und Patronatrechte, Schenkung durch Kaiser Ludwig den Bayern).
Eigentlich dachte man anschließend nur an eine Wiederherstellung der alten Kirche. Abt Bernhard kontaktierte jedoch den Baumeister Franz Anton Kirchgrabner, der bereits am 28. Januar 1768 die Ruine besichtigte. In seinem Gutachten stellte Kirchgrabner fest, dass das Langhaus und der Turm vollständig neu aufzuführen seien. Das Mauerwerk des Chores sei hingegen noch verwendbar. Der Kostenvoranschlag für den Rohbau belief sich auf 12 641 Gulden. Eine notdürftige Reparatur des Altbaus veranschlagte er mit immerhin 2000 Gulden, jedoch sei davon dringend abzuraten: „Das beste ist ein von Grund auf starkes Gebäu, kostet ohne Zweifel Geld, aber nur einmal, und ist hernach ein ewiges Werk“.
Der Neubau schritt trotz chronischen Geldmangels rasch voran. Der Ettaler Abt musste u. a. mehrere Bettelbriefe an den „Direktor der geistlichen Sachen“ in München schicken. Die dortigen Verantwortlichen bemängelten vor allem den „für diesse blosse Bauernkirch“ viel zu hohen Kostenvoranschlag. 6000 Gulden seien hier völlig ausreichend. Bernhard widersprach dem jedoch erfolgreich, so dass bereits am 7. November 1769 „Hebauf“ gefeiert werden konnte. Im nächsten Jahr war der Rohbau bis auf das Oberteil des Turmes vollendet. Thassilo Zöpf begann anschließend mit den Stuckarbeiten und Christian Wink schuf zuerst das Chorfresko, drei Jahre später auch das große Kuppelbild des Langhauses. Der Turm war erst 1777 fertiggestellt. Die Beschaffung der Ausstattung zog sich noch etwa weitere zwanzig Jahre hin.
1882 und 1923 restaurierte man das Gotteshaus. 1973/74 begann eine Generalsanierung unter der Leitung des gebürtigen Eglingers Norbert Fischer. 1985 konnte schließlich die originale Farbgebung des Außenbaues wiederhergestellt werden.

## Beschreibung
Die strenge Gliederung des blockhaften Außenbaues verweist bereits auf den frühen Klassizismus. Die niedrigen, einmal abgestuften Strebepfeiler des Chorschlusses markieren die wieder verwendeten Teile der alten, spätgotischen Kirche. Im Süden wurde eine zweigeschossige Sakristei an das Presbyterium angebaut. Die Architekturgliederung ist teilweise nur aufgemalt (weiß auf hellblau-grauem Grund) und besteht aus Pilastern bzw. Lisenen, leeren Putzfeldern, Fensterumrahmungen und Gesimsen. Das Chordach ist etwas niedriger als der – im oberen Teil abgewalmte – Dachstuhl des Langhauses.
Der Turm steht im nördlichen Chorwinkel und wird von einer flachen Kuppel mit einer einfachen Laterne abgeschlossen. Im Gegensatz zur Ziegeldeckung des Kirchenraumes wurden hier Kupferplatten verwendet.
Im Grundriss nahm Kirchgrabner ein von seinem Lehrmeister Johann Michael Fischer entwickeltes zentralisierendes Schema aus drei Raumteilen auf. Dem quadratischen Hauptraum ist im Westen ein rechteckiger Vorraum angefügt. Nach Osten öffnet sich der erhöhte Altarraum der alten Kirche. Ein direktes Vorbild war die Pfarrkirche von Eschenlohe, die noch von Fischer geplant und von Kirchgrabner vollendet worden war. Ungewöhnlich sind die flachen Kreuzarme des Landhauses, die im Inneren kaum auffallen, außen jedoch mit ihren Pultdächern wie nachträglich angefügt wirken.
Die Ecken des Langhauses sind abgeschrägt und bergen im Westen die Seitenaltäre, im Osten sind die beiden Seitenportale eingefügt.

## Ausstattung
Die malachitfarbigen Stuckaturen des Wessobrunner Meisters Thassilo Zöpf sind eigentlich nur Rahmungen für die riesigen Bildfelder der Gewölbe. Die Dekorationsformen sind typisch für das Spätwerk des Meisters. Man erkennt u. a. tropfsteinähnliche Gebilde, Blattwedel, Rocaillen und Pagoden.
Die Deckenfresken des Langhauses und des Chores sind qualitätvolle Arbeiten von Christian Thomas Wink. Das Eglinger Hauptbild gilt gar als eines der Hauptwerke des Münchner Hofmalers. Dargestellt wurden vier Szenen aus dem Leben des hl. Vitus, die durch Bäume und Gebäude getrennt werden. Man erkennt die Flucht des Jünglings aus Sizilien, St. Vitus inmitten eines Löwenrudels, das Martyrium des Heiligen und die Vorbereitung seiner Hinrichtung im Ölkessel.
In der Kuppel des Chores ist der Heilige in seiner Verherrlichung zu sehen. Über ihm thronen Gottvater und Christus, seitlich stehen seine Pflegeeltern Modestus und Creszentia.
Die Wandbilder der Oratorien über den vorderen Seitenaltären zeigen Episoden aus der Geschichte des Klosters Ettal, dem Egling ja zugehörig war.
Den Hochaltar schuf 1779 der einheimische Kistler (Schreiner) Maximilian Gruber. Das große Altarblatt mit der Darstellung des „Martyrium des hl. Vitus“ entstand erst 1838 (Anton Huber, Dachau) und wird von zwei Säulenpaaren flankiert. Außen stehen zwei weiß gefasste (bemalte) Statuen der hl. Petrus und Paulus (Franz Xaver Schmädl, 1770), die ursprünglich für die Pfarrkirche in Eschenlohe bestimmt waren (Ankauf 1791). Das runde Gemälde im Auszug (Aufsatz) zeigt die Hl. Drei Könige (bez. D. f. 1782 = Dieffenbrunner fecit 1782).
Auch die Seitenaltäre stammen aus der Werkstatt Grubers. Die beiden östlichen stehen in den Nischen der Langhausschrägen. Auffällig ist hier der nahezu völlige Verzicht auf einen tektonischen Aufbau, also rahmende Säulen oder Gliederungen. Den Mittelpunkt des linken Kreuzaltares bildet ein Kruzifix des Landsbergers Lorenz Luidl (um 1680/90), darunter steht die „Schmerzhafte Muttergottes“ (nach 1750) im Strahlenkranz in einer Rocaillekartusche. Der rechte Kerkeraltar birgt einen überlebensgroßen „Schulterwundenchristus an der Geißelsäule“ (zweite Hälfte des 18. Jahrhunderts).
Die Altäre in den Kreuzarmen wirken mit ihren Säulenpaaren wieder konventioneller. Am Schutzengelaltar flankieren die Heiligen Florian und Sebastian (Franz Joseph Pfeifenhofer, 1781) in prächtigen Harnischen die Schnitzgruppe im Mittelpunkt. Der St. Anna-Altar zeigt die hl. Mutter Anna mit der kindlichen Maria an der Hand. Die Holzfiguren werden Franz Xaver Schmädl zugeschrieben (um 1760/70).
Anschließend fertigte Maximilian Gruber noch die weiß-gold gefasste Kanzel mit den Gesetzestafeln auf dem Schalldeckel, die bereits erste Empireformen zeigt (1785).